# 장시우 (배우)
장시우(본명: 장성찬, 1983년 6월 ~ )은 대한민국의 배우이다. 서울에서 출생하였다.  2008년 드라마 ‘종합병원 2’로 데뷔했다. 현재 연예인 활동을 중단 및 은퇴하였다.

## 주요 출연작

### 텔레비전 드라마
- 2008년 종합병원 2 (출연)
- 2009년 재밌는 TV 롤러코스터 (TVN)
- 2016년 황금주머니

## 학력
- 청주대학교
- 공주고등학교